# Aurélio de Lira Tavares
Aurélio de Lira Tavares (João Pessoa, 7 novembre 1905 – Rio de Janeiro, 18 novembre 1998) è stato un generale e politico brasiliano.
Generale d'armata dell'Esercito brasiliano, fu uno dei militari a capo della Giunta militare che guidò la dittatura militare in Brasile nel periodo che andò dalla malattia del presidente Artur da Costa e Silva nell'agosto 1969 alla cerimonia di investitura di Emílio Garrastazu Médici nell'ottobre dello stesso anno.

## Biografia
Studente della Scuola militare di Realengo a Rio de Janeiro, si laureò in giurisprudenza e ingegneria.
Fu comandante della Escola Superior de Guerra, tra il 28 settembre 1966 e il 13 marzo 1967.
Il 15 marzo 1969 divenne Ministro dell'esercito durante il governo di Artur da Costa e Silva. Quando quest'ultimo fu colto da un'embolia, Lira Tavares formò un triumvirato di governo insieme al Ministro della marina Augusto Hamann Rademaker Grünewald e al Ministro dell'aeronautica Márcio de Sousa Melo. La giunta impedì l'insediamento alla presidenza di Pedro Aleixo, vicepresidente civile di Costa e Silva, governando il Paese fino all'investitura di Emílio Garrastazu Médici.
Morì il 18 novembre 1998 a Rio de Janeiro, a 93 anni.